# Сорочкін Михайло Олегович
Михайло Олегович Сорочкін (рос. Михаил Олегович Сорочкин; нар. 20 лютого 1992, Нижній Новгород, Росія) — російський футболіст, нападник.

## Життєпис
Вихованець нижньогородської «Волги». На професійному рівні дебютував у ФНЛ у складі «Ангушта», 5 вересня 2013 року в поєдинку проти новосибірського «Сибіру». У матчі 31-го туру першості проти «Єнісея» Сорочкін був ініціатором масової сутички за участю футболістів двох команд, яка потім вилилася у велику бійку в підтрибунному приміщенні. Викликався до команди ФНЛ на товариський матч зі збірною італійської Серії B.
Після вильоту «Ангушта» виступав за низку колективів ПФЛ, до поки знову не повернувся до ФНЛ із «Олімпійцем». У березні 2019 року підписав контракт із білоруським клубом вищої ліги «Городея». Дебютував 14 квітня у поєдинку 3-го туру проти мінського «Динамо» (0:1) – вийшов на 74-й хвилині замість Романа Волкова. За основний склад команди зіграв лише у трьох матчах, виходив на заміну. У липні 2019 року за згодою сторін залишив «Гародею».
У вересні 2019 року перебрався в «Муром», а в лютому 2020 року перейшов до «Калуги», але так і не зіграв за команду жодного матчу. У серпні та вересні 2020 року грав у чемпіонаті окупованого Криму за сімферопольський ТСК. З 2020 року – гравець клубу чемпіонату Нижньогородської області «Спартак» (Богородськ).

## Досягнення
- Першість ПФЛ Росії (група «Урал-Приволжжя»)
  -  Чемпіон (1): 2016/17